# 张佩公
张佩公（越南语：／；1909年—1945年），中华民国越南籍军官、越南独立运动人士。

## 生平
张佩公出生在越南河东省，后来前往中国，进入保定军校学习。毕业后，分配到南宁军校任职。1940年7月，因法属印度支那殖民政府与日本和谈，切断了越南与中国的物资联系，张佩公被抗日战争第四战区司令张发奎调往柳州，组建“越南民族解放委员会”，从事对越谍报工作。同年，胡志明与中国方面合作，成立“中越文化工作同志会”。张佩公在张发奎的支持下组建中越边区工作队，在广西靖西一带边境吸纳越南人的加入。1941年，胡志明与张佩公一系的陈豹、张中奉合作，成立“越南民族解放同盟会”。
1942年，越南革命同盟会在柳州成立，张佩公一系加入了该组织，张佩公与阮海臣、武鴻卿三人被推举为常务委员，张佩公又被推举为军事组长。但张佩公一系与武鴻卿领导的越南国民党不和，越南共产党又被张佩公、阮海臣所排挤。内部斗争不断，使该组织的活动长期处于停滞状态。